# NGC 6569
NGC 6569 est un amas globulaire situé dans la constellation du Sagittaire à environ 35 550 a.l. (10,9 kpc) du Soleil et à 10 100 a.l. (3,1 kpc) du centre de la Voie lactée. Il a été découvert par l'astronome germano-britannique William Herschel en 1784.

## Observation

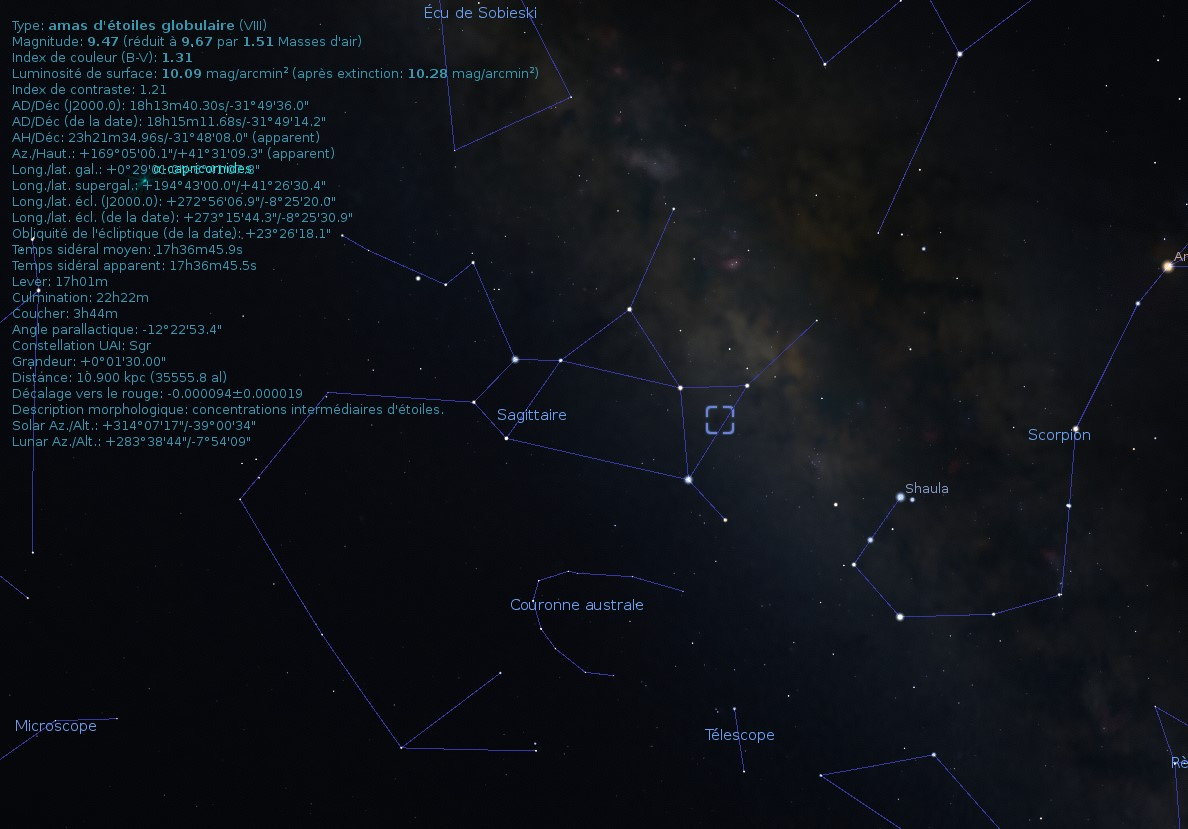
Localisation de NGC 6569.

NGC 6569 est dans la partie ouest de la constellation du Sagittaire, à environ 2 degrés au sud-est de Gamma Sagittarii. Avec une magnitude visuelle de 8,55, on peut aisément l'observer avec des jumelles.
NGC 6569 est situé près du centre de notre galaxie, la Voie lactée.

## Caractéristiques
La classe de concentration Shapley-Sawyer de NGC 6569 est VIII. Cela signifie qu'il est faiblement concentré vers le centre. Avec une ellipticité égale à 0, cet amas est vraiment sphérique.

### Vitesse
Selon les mesures les plus récentes réalisées par le satellite Gaia, la vitesse radiale héliocentrique de cet amas est égale à −49,83 ± 0,50 km/s. Une autre mesure récente de la vitesse est aussi indiquée par Simbad, soit 49,9 km/s. Harris indique une vitesse plus faible, soit −28,1 ± 5,6 km/s.

### Métallicité et âge
L'étude publiée par Santos et ses collègues indique une métallicité de -0,70[réf. à confirmer].
La base de données Simbad indique sept valeurs de la métallicité comprise entre -1,40 et -0,82. Une métallicité comprise entre -1,40 et -0,70 signifie que la concentration en fer de NGC 6553 est comprise entre à 4 %  et 20 % de celle du Soleil.
Après le Big Bang, l'Univers étant surtout composé d'hydrogène et d'hélium, la métallicité était pratiquement nulle. L'univers s'est progressivement enrichi en métaux (éléments plus lourds que l'hélium) grâce à la synthèse de ceux-ci dans le cœur des étoiles. La métallicité des amas du halo de la Voie lactée varie d'un centième à un dixième de la métallicité solaire, ce qui signifie que ces amas se décomposent en deux sous-groupes, les relativement jeunes et les vieux. Selon sa métallicité, NGC 6569 serait donc un amas assez âgé et relativement riche en métaux. Son âge est estimée à 12,8 milliards d'années.

## Galerie

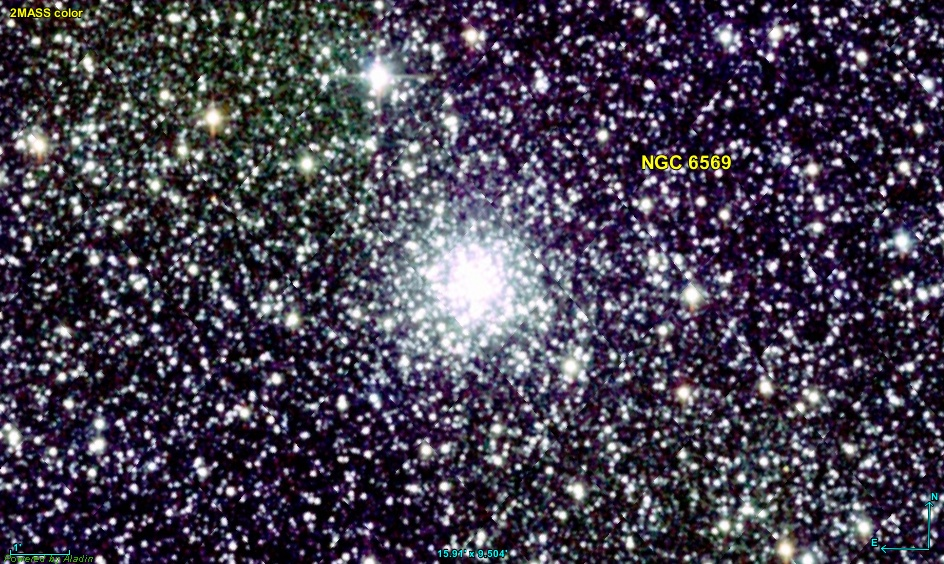
NGC 6569 en infrarouge par le relevé 2MASS.
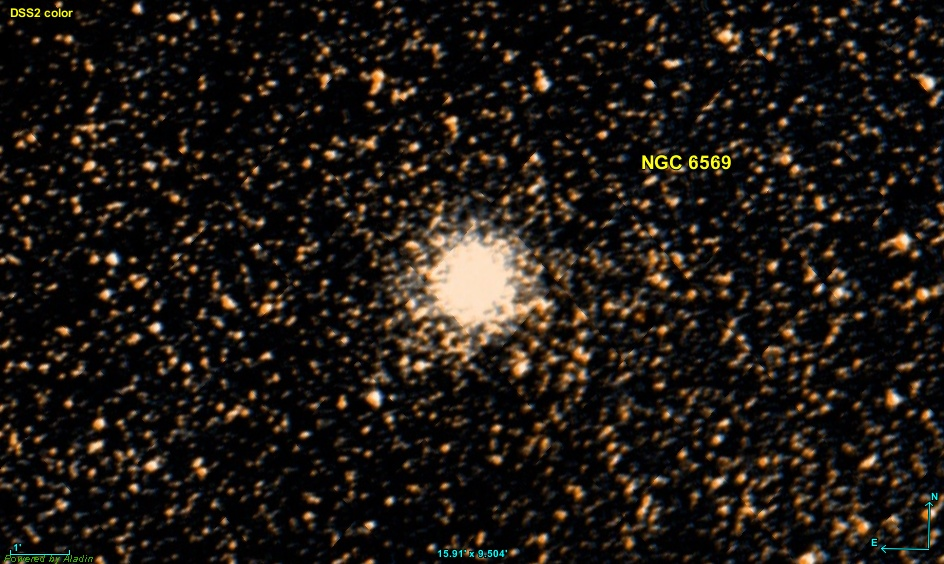
Image en lumière visible par le relevé DSS.